# Dekanat Włochy
Dekanat Włochy – był to jeden z dekanatów w rzymskokatolickiej archidiecezji wrocławskiej. Został zlikwidowany 1 stycznia 2008 roku.
W skład dekanatu wchodziło 9 parafii:
- parafia Wszystkich Świętych → Głuszyna
- parafia Niepokalanego Poczęcia Najświętszej Maryi Panny → Kowalowice
- parafia Narodzenia Najświętszej Maryi Panny → Siemysłów
- parafia św. Jana Chrzciciela → Smogorzów
- parafia Narodzenia Najświętszej Maryi Panny i św. Marcina → Strzelce
- parafia Narodzenia Najświętszej Maryi Panny → Szymonków
- parafia św. Jacka → Wierzbica Górna
- Parafia Wniebowzięcia Najświętszej Maryi Panny → Włochy
- parafia św. Wawrzyńca → Woskowice Małe